# Emilio Lamo de Espinosa Michels de Champourcin
Emilio Lamo de Espinosa Michels de Champourcin (Madrid, 1946) és un sociòleg espanyol, catedràtic de sociologia a la Universitat Complutense de Madrid i acadèmic de la Reial Acadèmia de Ciències Morals i Polítiques

## Biografia
És fill d'Emilio Lamo de Espinosa y Enríquez de Navarra, marquès de Mira-sol, i germà de Jaime Lamo de Espinosa, ministre durant la transició espanyola. El 1973 es va doctorar en Dret amb Premi Extraordinari per la Universitat Complutense de Madrid i el 1979 es doctorà en sociologia per la Universitat de Califòrnia, on ha estat professor visitant.
És catedràtic de Sociologia de la Universitat Complutense, ha estat director general d'Universitats (1982-1985) i Secretari General i fundador del Consell d'Universitats (1985-1987), i redactor de la Llei de Reforma Universitària (1983) que va adaptar la Universitat espanyola a la Constitució espanyola de 1978. A l'octubre de 1987 va dimitir voluntàriament i torna a la universitat, encarregant-se de l'engegada de l'Institut d'Estudis Socials Avançats (IESA) en el Consell Superior d'Investigacions Científiques.
De 1988 a 1991 va compatibilitzar les seves tasques universitàries amb la Vicepresidència de l'empresa Burke-Emopública, un institut de recerca social privat, realitzant multitud d'informes i estudis electorals, sondejos d'opinió pública i estudis de mercat. I de 1990 a 1992 va dirigir les activitats culturals del Pavelló d'Espanya a l'Expo 92 de Sevilla, dissenyant i organitzant el primer Congrés Internacional de la Llengua Espanyola (l'anomenat Congrés zero).
En 1992 va ser nomenat director de l'Institut Universitari Ortega y Gasset, tasca que va exercir fins a l'any 2001. Durant aquests anys l'Institut Universitari Ortega y Gasset va passar a ser el centre de formació de postgrau en ciències socials major d'Espanya, amb gairebé 500 estudiants de més de 20 nacionalitats.
El gener del 2002 va ser nomenat Director del recentment creat Reial Institut Elcano d'Estudis Internacionals i Estratègics, dissenyant les seves activitats i assumint l'engegada del que probablement va ser el primer think tank espanyol, càrrec en el qual és destituït a l'abril del 2005. En aquest càrrec va causar polèmica per les seves posicions a favor de la invasió de l'Iraq i de la participació d'Espanya en la intervenció, seguint la línia del Govern de José María Aznar. En 2012 tornaria a la presidència de l'organisme.
A més, ha estat President de la Federació Espanyola de Sociologia (2007-2010), membre del Research Committee de l'Institut Universitari Europeu (Universitat Europea de Florència), assessor de l'European Institute of Education and Social Policy (París), assessor del International Council of Educational Development (Washington), consultor per Sofres, Sofemasa i Demoscopia, membre del Consell Superior d'Estadística, membre del Consell Assessor del Centre d'Investigacions Sociològiques, i ha estat o és membre dels consells de redacció de les revistes Contemporary Crisis, Revista Española de Investigaciones Sociológicas (REIS), Revista Española de Sociología, Revista Internacional de Sociología, Sistema, Revista de Occidente, Empiria, Arxius i Papers, entre d'altres.
És membre de nombre (medalla 44) de la Reial Acadèmia de Ciències Morals i Polítiques des del 2010, i de l'Acadèmia Europea de les Ciències i les Arts. A més és també Acadèmic Corresponent de la Reial Acadèmia de Doctors d'Espanya.Està en possessió de la Gran Creu de l'Orde d'Alfons X el Savi concedida per l'Estat Espanyol, i de l'Orde de les Palmes Acadèmiques concedida per la República Francesa. I és Doctor Honoris causa per la Universitat de Salamanca (2012).

## Obres
- Política y Filosofía en Julián Besteiro, Editorial Cuadernos para el Diálogo, Madrid, 1973, 387 Págs. Reeditat i revisat conjuntament amb Manuel Contreras, Política y Filosofía en Julián Besteiro Editorial Sistema, Madrid, 1990, 432 Págs.
- Juicios de Valor y Ciencia Social (Sobre los juicios de valor en la Metodología de las Ciencias Sociales: una crítica interna del avalorismo), Fernando Torres Editor, Valencia, 1975, 97 Págs.
- La teoría de la reificación: de Marx a la Escuela de Francfort, Alianza Universidad, Madrid, 1981, 204 Págs.
- Julián Besteiro. Obras Completas, Centro de Estudios Constitucionales, Madrid, 1983, 3 vols., 1920 Págs. Dos ediciones.
- Los delitos sin víctima. Orden social y ambivalencia moral. Alianza Editorial, Madrid, 1989, 215 Págs. Segunda edición, Madrid, 1993.
- (Coord.) España, 1989, Ministerio del Portavoz del Gobierno, Madrid, 1989, 295 Págs.
- La sociedad reflexiva. Sujeto y objeto del conocimiento sociológico, Centro de Investigaciones Sociológicas, Madrid, 1990, 191 Págs. Re-editado en 2001.
- (Ed.) El Libro de España, llibre oficial del Pavelló d'Espanya en la EXPO'92, Pabellón de España, 1992, 385 Págs.
- (Amb José Manuel Blecua, Miguel Ángel Aguilar, José Jesús de Bustos, José Antonio Pascual, Natalia Salmones y Pilar Palanco), Actas del Congreso de la Lengua Española, celebrades a Sevilla, 1992, Madrid: Instituto Cervantes, 1994.
- (Amb J.E. Rodríguez-Ibáñez, eds.) Problemas de Teoría Social Contemporánea, Centro de Investigaciones Sociológicas, Madrid, 1994, 765 Págs. Agotado.
- (Ed. i coord.) número monogràfic de la Revista Española de Investigaciones Sociológicas 62(1993), con ocasión del centenario de Karl Mannheim (1893-1993).
- (En col·laboració amb José María González García y Cristóbal Torres), La sociología del conocimiento y de la ciencia, Alianza Editorial, Madrid, 1994, 632 Págs. Reimpreso en 2002.
- (Editor) Culturas, Estados y Ciudadanos. Una aproximación al multiculturalismo en Europa, Alianza Editorial, Madrid, 1996, 257 Págs. (ISBN 84-206-9442-8).
- Sociedades de cultura y sociedades de ciencia, Ediciones Nóbel, Gijón, 1996, 261 págs. Premi Internacional d'Assaig Jovellanos 1995. (ISBN 84-87531-59-8)
- (Editor, amb Javier Tusell i Rafael Pardo) Entre dos siglos. Reflexiones sobre la democracia española, Alianza Editorial, Madrid, 1996, 634 Págs. (ISBN 84-206-9456-8).
- (Com a director de la investigació) La reforma de la Universidad Pública de Bolivia Convenio Andrés Bello-IUOG, Santafé de Bogotá, 1998 (ISBN 958-9089-42-9).
- (Amb Salvador Giner i Cristóbal Torres) Diccionario de Sociología, Alianza Editorial, Madrid, 1998. Reimprès en 2002. (ISBN 84-206-8580-1, i cartoné, 84-206-8670-0). Segona edició en 2006 (ISBN 84-206-4862-0).
- The University in Spain's political transition, Madrid, Instituto Universitario Ortega y Gasset, 2000
- La sociedad reflexiva: sujeto y objeto del conocimiento sociológico. Madrid, CIS, 2001
- Bajo puertas de fuego. El nuevo desorden internacional, Taurus, Madrid, 2004, 205 páginas (ISBN 84-306-0551-7).
- China en el siglo XXI, Santander, Fundación Emilio Botín, 2007
- (et al.), India: la democracia de la diversidad, Santader, Fundación Emilio Botín, 2008
- (et. al.) Europa después de Europa, Madrid, Delegación Española de la Academia Europea de Ciencias y Artes, 2010